# هلن مایو
هلن مایو (انگلیسی: Helen Mayo; ۱ اکتبر ۱۸۷۸ – ۱۳ نوامبر ۱۹۶۷)
پزشک و آموزگار پزشکی استرالیایی بود که در آدلاید به دنیا آمد و رشد یافت. او در سال ۱۸۹۶ وارد دانشگاه آدلاید شد و در آنجا به تحصیل پزشکی پرداخت. پس از فارغ‌التحصیلی، مایو دو سال را در انگلستان، ایرلند و هند بریتانیا به کار در زمینه سلامت نوزادان گذراند. او در سال ۱۹۰۶ به آدلاید بازگشت، یک مطب خصوصی تأسیس کرد و در بیمارستان کودکان آدلاید و بیمارستان آدلاید (که بعدها به بیمارستان سلطنتی آدلاید تبدیل شد) مشغول به کار شد.
در سال ۱۹۰۹، او مدرسه مادران را تأسیس کرد، جایی که مادران می‌توانستند در مورد سلامت نوزادان مشاوره دریافت کنند. این سازمان، که در سال ۱۹۲۷ به انجمن سلامت مادران و نوزادان تغییر نام داد، به تدریج شعبه‌هایی در سراسر استرالیای جنوبی تأسیس کرد و یک مدرسه آموزشی برای پرستاران مادران نیز راه‌اندازی کرد. در سال ۱۹۱۴، پس از تلاش ناموفق برای متقاعد کردن بیمارستان کودکان جهت پذیرش نوزادان، مایو بیمارستان ماریبا را برای نوزادان بنیان نهاد.
علاوه بر دستاوردهای پزشکی، مایو در سازمان‌های مختلفی نیز فعالیت داشت. او در دانشگاه آدلاید نقشی برجسته ایفا کرد و از سال ۱۹۱۴ تا ۱۹۶۰ عضو شورای دانشگاه بود (نخستین زنی در استرالیا که به چنین مقامی انتخاب شد) و در این دانشگاه یک باشگاه زنان و یک خوابگاه تأسیس کرد.
مایو همچنین بنیان‌گذار باشگاه لیسیوم آدلاید بود، سازمانی که برای زنان حرفه‌ای ایجاد شد. او در سال ۱۹۶۷ درگذشت و مجله پزشکی استرالیا موفقیت سیستم رفاه نوزادان در استرالیای جنوبی را به تلاش‌های او نسبت داد.

## سال‌های اولیه و تحصیلات

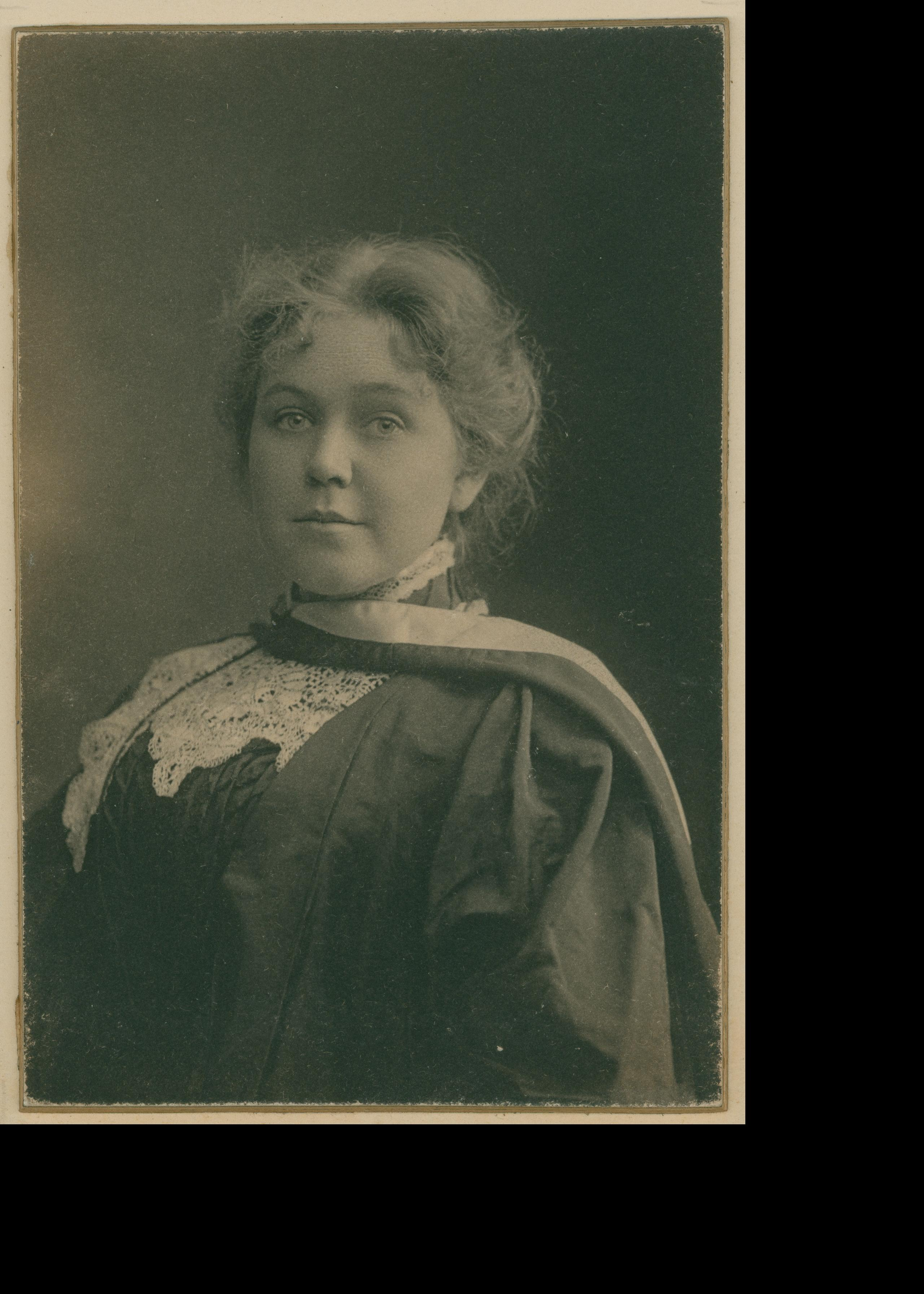
هلن مایو، حدود ۱۹۰۲

هلن مری مایو در آدلاید در ۱ اکتبر ۱۸۷۸ به دنیا آمد. او بزرگ‌ترین فرزند از میان هفت فرزند جورج گیبس مایو (۱۸۴۵–۱۹۲۱)، مهندس عمران، و هنریتا مری مایو (نام پیش از ازدواج: دونالدسون، ۱۸۵۲–۱۹۳۰) بود. پدربزرگ او جورج مایو، پزشک برجسته آدلاید، و مادربزرگش ماریا گاندی بودند. آموزش رسمی او از ۱۰ سالگی آغاز شد، زمانی که تحت نظر یک معلم خصوصی تحصیل کرد. در ۱۶ سالگی، وارد مدرسه عالی دختران در خیابان گروت شد (که بعدها به دبیرستان آدلاید تبدیل شد) و تنها پس از یک سال، در پایان سال ۱۸۹۵، مدرک دیپلم خود را دریافت کرد.
با وجود آنکه هیچ‌گاه پزشک زنی را ندیده بود، مایو از سنین کودکی مصمم به دنبال کردن حرفه پزشکی بود. با این حال، ادوارد رنی، استاد دانشگاه آدلاید، به پدر او توصیه کرد که مایو برای تحصیل در رشته پزشکی بسیار جوان است؛ بنابراین، او در سال ۱۸۹۶ در دانشکده هنر دانشگاه آدلاید نام‌نویسی کرد. مرگ خواهر کوچکترش، الیو، در پایان سال نخست تحصیلش، باعث شد که نتواند در آزمون‌های نهایی شرکت کند، و هنگامی که در سال ۱۸۹۷ بار دیگر سال اول را گذراند، در دو درس (زبان لاتین و یونانی) مردود شد. پس از دریافت اجازه از پدرش، در سال ۱۸۹۸ در رشته پزشکی نام‌نویسی کرد. او در دوران تحصیل دانشجوی برجسته‌ای بود، مقام نخست کلاس را به دست آورد و در سال‌های چهارم و پنجم تحصیل، موفق به دریافت بورسیه دیویس توماس و بورسیه اورارد شد.